# Valentin Ceaușescu
Valentin Ceaușescu (17 de fevereiro de 1948) é um físico romeno. Ele é o filho mais velho do ex-ditador da Romênia, Nicolae Ceaușescu e sua mulher, Elena Ceauşescu. Ao contrário de outros membros da família Ceausescu, ele não esteve envolvido na política e trabalhava como um físico nuclear no Instituto de Física Atômica (IFA) em Măgurele, um trabalho que ainda exerce.

## Vida pessoal
Valentin Ceaușescu fez seus estudos de licenciatura na Faculdade de Física da Universidade de Bucareste. Em 1967, partiu para prosseguir os seus estudos em física no Imperial College London, no Reino Unido.
Em 3 de julho de 1970 casou com Iordana (Dana) Borilă, a filha do líder comunista Petre Borilă, porém Ceauşescu discordou do casamento e a esposa de Valentin e seu filho foram exilados para o Canadá. Na década de 1980, ele também esteve envolvido na gestão do time de futebol FC Steaua Bucureşti.
Em dezembro de 1989, após a revolução, Valentin Ceaușescu foi preso, juntamente com outros membros de sua família. Ele foi libertado nove meses mais tarde, sem qualquer condenação. Durante esse tempo, sua coleção de 50 pinturas dos grandes mestres romenos, gravuras de Francisco de Goya, e centenas de livros raros foram confiscados. Quando ele pediu a restituição, as autoridades romenas argumentaram que não há documentos que provam que ele é o proprietário, e que a coleção de arte pertenciam ao Estado romeno. Ceauşescu processou o governo pela restituição. Os tribunais decidiram a favor de Ceausescu em 2009, e ordenou que o Museu Nacional de Arte devolvesse quarenta pinturas.